# Vasco Martins Pinto
Vasco Martins Pinto, senhor da Torre da Chã (nascido c. 1270), foi um nobre português dos séculos XIII e XIV. 

## Biografia
Segundo o Nobiliário do Conde D. Pedro, era descendente de Egas Mendes de Gundar, filho de D. Mendo de Gundar, cavaleiro natural das Astúrias, que veio para o Condado Portucalense com o conde D. Henrique.
Embora se ignore a data precisa do seu nascimento, é provável que tenha ocorrido perto do início da década de 1270, pois o primeiro documento em que surge está datado de 1285, e refere-se a uma partilha da herança de uma sua tia.
Era filho de Martim (ou Estêvão) Martins Pinto, e de sua mulher, Margarida Esteves. Neto paterno de Martim Gonçalves Pinto (ou de Gundar) e sua mulher D. Maria; e neto materno de Estêvão Mendes e D. Sancha Hermiges, que depois de viúva foi abadessa de Santa Clara de Entre-os-Rios, no ano de 1272.
Nas Inquirições de 1288 aparece como tendo casa no lugar do Outeiro, na freguesia de São João de Grilo, no julgado de Baião.
No ano de 1300, aforou a quinta do Crasto, em Cinfães, ao mosteiro de Tarouquela, como consta na confirmação que a abadessa D. Aldonça Martins de Resende então fez a seu filho, Estêvão Vaz Pinto. No mesmo ano, foi-lhe aforada pela coroa a quinta de Covelas, em Ferreiros de Tendais, quinta essa que a 8 de janeiro de 1385 D. João I libertou de todos os encargos para seu neto, Gonçalo Esteves Pinto, escudeiro, que então a detinha.
Teve também o padroado da igreja de Santo Estêvão de Regadas, na freguesia de Celorico de Basto, como se documenta numa doação de sua filha, Inês Vaz Pinto. 
Em 26 de julho de 1307 está documentado como "Vasco Martins Pinto, cavaleiro", em ato no qual testemunhou, no mosteiro de Tarouquela. 
Teve também aforada pela coroa a quinta da Torre da Chã, junto ao rio Bestança.
Segundo o escritor e genealogista Manuel Abranches de Soveral, um bisneto de Vasco Martins, chamado Vasco Rodrigues Pinto (conhecido pela alcunha de "o de Ceuta" por ter estado na respectiva conquista, em 1415), teve do rei D. João I, a 13 de março de 1423, a mercê de haver por livre a referida quinta, da qual até então a família Pinto pagava foro à coroa.

## Casamento e descendência
Casou, antes de 1292 (quando é mencionado em documento de partilhas, juntamente com sua mulher), com Guiomar Afonso. Do casamento, teve geração, nomeadamente:
- Aires Vaz Pinto, senhor de Ferreiros de Tendais, casou com Constança Rodrigues Pereira, padroeira do mosteiro de São Nicolau de Mesão Frio e senhora da quinta e honra de Loivos, em Baião, que seu filho Gonçalo diz ter sido de seus antecessores, "padre e auoos e bisauoos"; com geração.[5][6]

- Rui Vaz Pinto, herdeiro da Torre da Chã, que não casou, mas deixou sucessão, na qual seguiria a posse da Torre da Chã;

- Estevão Vaz Pinto, senhor da honra de Covelas, casou com Joana Gonçalves; com geração.

- Gonçalo Vaz Pinto, que não deixou geração.

- Inês Vaz Pinto, que casou, sem geração, com Martim Peres de Vigião.